# Gonam
De Gonam (Russisch: Гонам) of Goeonam (Гуонам), in de bovenloop ook Monam (Монам) genoemd, is een 686-kilometer lange linkerzijrivier van de Oetsjoer in het stroomgebied van de Lena, gelegen in de Russische autonome republiek Jakoetië, in Oost-Siberië.
De Gonam ontspringt op de noordelijke hellingen van het Stanovojgebergte en stroomt grofweg in het oosten tot noordoosten langs het Hoogland van Aldan, waarbij ze geen grote plaatsen tegenkomt.
In het stroomgebied van de rivier bevinden zich ongeveer 9400 rivieren en stroompjes. De belangrijkste zijn de Soetam (351 km) en de Algama (426 km) aan rechterzijde en de Ytymdzja (121 km) aan linkerzijde.
In het stroomgebied van de rivier bevinden zich ongeveer 1800 meren. De rivier wordt vooral gevoed door sneeuw en regen en is bevroren van eind oktober tot midden mei.